# Hàrpal (astrònom)
Hàrpal (en llatí Harpalus, en grec antic Ἅρπαλος) fou un astrònom grec que mencionen Censorí i Fest Aviè, i diuen que va ser l'introductor de l'octaëteris, una alteració de la manera d'intercalació practicat al calendari de Cleostrat. També és considerat l'introductor d'una heccaedecaëtesis, o cicle de 16 anys. No consta que aquestes invencions fossin adoptades. També en parta Plini el Vell a la Naturalis Historia.